# 花影 (1961年の映画)
『花影』（かえい）は、1961年12月9日に公開された日本の映画。製作は東京映画、配給は東宝。監督は川島雄三、出演は池内淳子。
主人子のモデルは坂本睦子。佐野周二が演じる高島謙三のモデルは青山二郎。

## スタッフ
- 監督：川島雄三
- 製作：佐藤一郎、椎野英之
- 企画：金原文雄
- 脚本：菊島隆三
- 原作：大岡昇平
- 撮影：岡崎宏三
- 音楽：池野成
- 美術：小島基司
- 録音：長岡憲治
- 整音：西尾昇
- 照明：比留川大助

## 配役
- 足立葉子：池内淳子
- 高島謙三：佐野周二
- 松崎勝也：池部良
- 清水文雄：高島忠夫
- 畑浩助：有島一郎
- 野方逸郎：三橋達也
- 戸田潤子：山岡久乃
- 亜矢子：筑波久子
- お米：淡島千景
- バーの客・佐原：安達国晴
- バーの客・市川：石田茂樹
- バーの客・宮田：藤山竜一
- 中華そば屋の親爺：松本染升
- 近所のバーの女：塩沢とき
- 松崎の妻：中曽根公子
- 畑の娘・松子：小林美也子
- バーテン徳さん：高城淳一
- バー・トンボの久美：中真千子
- バー・トンボのみゆき：佐多契子
- バー・トンボのゆかり：小西ルミ
- バー・トンボのとみ：野上優子
- バー・トンボの春子：村松恵子
- バー・トンボの安江：芝木優子
- バー・トンボの悦子：穂高あさみ
- バー・トンボの朱実：山中良子
- バー・トンボの梨香：宮川澄江
- バー・トンボの早苗：桜井浩子
- バー・トンボのエリ子：武内喜恵子

## 併映作品
『ベビーギャングとお姐ちゃん』
- 原作：岡部冬彦／監督：杉江敏男